# The Ghost Flower
The Ghost Flower is een Amerikaanse dramafilm uit 1918 onder regie van Frank Borzage.

## Verhaal
Giulia is een vrouw uit Napels die ongewild de minnares wordt van een rijke crimineel. Hij wordt doodgestoken door Giulia's temperamentvolle minnaar Tony. Giulia duikt vervolgens onder op het landgoed van de Franse toneelschrijver La Farge. Onder diens toeziend oog wordt ze een bekende actrice. Wanneer de hertog de Chaumont haar aan het werk ziet, wordt hij op slag verliefd op haar. Zij accepteert zijn huwelijksaanzoek, maar dat is buiten Tony gerekend. 

## Rolverdeling
| Acteur           | Personage          |
| ---------------- | ------------------ |
| Alma Rubens      | Giulia             |
| Charles West     | La Farge           |
| Francis McDonald | Tony Cafarelli     |
| Richard Rosson   | Paola              |
| Emory Johnson    | Hertog de Chaumont |
| Naida Lessing    | La Serena          |
| Tote Du Crow     | Ercolano           |